# NGC 7403
NGC 7403 é uma estrela na direção da constelação de Pisces. O objeto foi descoberto pelo astrônomo Sydney Coolidge em 1859, usando um telescópio refrator com abertura de 15 polegadas. 